# Magdalena Ogórek
Magdalena Agnieszka Ogórek (ur. 23 lutego 1979 w Rybniku) – polska dziennikarka i prezenterka telewizyjna, działaczka polityczna, historyczka, doktor nauk humanistycznych, a także aktorka. Kandydatka na urząd prezydenta RP w 2015.

## Życiorys
Urodziła się 23 lutego 1979 w Rybniku. W rodzinnym mieście ukończyła II Liceum Ogólnokształcące im. Andrzeja Frycza Modrzewskiego. W 2002 ukończyła studia magisterskie na kierunku historii na Uniwersytecie Opolskim, w 2003 studia podyplomowe na kierunku integracja europejska na Uniwersytecie Warszawskim, a w 2005 studia tematyczne w European Institute of Public Administration w Maastricht. W 2009 na Uniwersytecie Opolskim uzyskała stopień naukowy doktora nauk humanistycznych o specjalności historia na podstawie pracy zatytułowanej Beginki i waldensi na Śląsku i Morawach do końca XIV wieku.
W roku akademickim 2010/2011 podjęła pracę na stanowisku adiunkta w Katedrze Stosunków Międzynarodowych w Wyższej Szkole Cła i Logistyki w Warszawie, gdzie została nauczycielką akademicką. Pracowała też na stanowisku starszego wykładowcy w Małopolskiej Szkole Wyższej im. J. Dietla w Krakowie.

### Działalność zawodowa i polityczna
Odbywała kilkutygodniowe staże i praktyki zawodowe w Biurze Integracji Europejskiej w Kancelarii Prezydenta Rzeczypospolitej Polskiej oraz w Kancelarii Premiera. Według własnej relacji była zatrudniona i pracowała w kancelarii prezydenta Aleksandra Kwaśniewskiego oraz w biurze informacyjnym rządu. W 2004 została zatrudniona w Ministerstwie Spraw Wewnętrznych i Administracji, gdzie pracowała w Departamencie Unii Europejskiej przez dwa lata. Pełniła funkcję rzeczniczki prasowej Europejskiej Konferencji Ministrów Spraw Wewnętrznych. Po 2,5-rocznej przerwie związanej z urlopem wychowawczym powróciła do działalności w Sojuszu Lewicy Demokratycznej. W latach 2008–2010 zatrudniona w klubie poselskim SLD (pierwotnie pod nazwą Lewica). Przez trzy lata była współpracowniczką przewodniczącego SLD Grzegorza Napieralskiego, pełniąc funkcję szefowej jego gabinetu, a w 2010 była członkinią jego sztabu wyborczego w wyborach prezydenckich. Była też ekspertką Klubu Parlamentarnego SLD.
Jako nauczycielka akademicka z Warszawy w wyborach parlamentarnych w 2011 bezskutecznie kandydowała do Sejmu, startując z ramienia KW SLD w okręgu wyborczym nr 31 (Katowice) z numerem 2 na liście (uzyskała 3751 głosów). W tejże kampanii wyborczej jej kandydatura była popierana przez Aleksandra Kwaśniewskiego i Ryszarda Kalisza. Wcześniej, bo wczesnym latem 2011, zastrzeżenie w Rybniku budziło równoległe promowanie się kandydatki w ramach akcji „Twoje zdrowie – Twój wybór”, odbierane powszechnie jako łączenie z kampanią wyborczą.
Od sierpnia 2012 do października 2014 na podstawie umów cywilnoprawnych jako konsultantka współpracowała z Narodowym Bankiem Polskim, m.in. przy realizacji zamówionych przez NBP filmów i jako redaktorka w pracowniczym magazynie „Jak w banku”.
9 stycznia 2015 została zatwierdzona przez zarząd SLD jako kandydatka tej partii na prezydenta RP w wyborach 10 maja tego samego roku. Zajęła w nich 5. miejsce, zdobywając 353 883 głosy, co stanowiło 2,38% głosów ważnych. Po wyborach zakończyła się jej współpraca z SLD, z którym związana była jako bezpartyjna. W lipcu 2025 została odznaczona przez Prezydenta RP Andrzeja Dudę Złotym Krzyżem Zasługi za „zasługi w działalności społecznej” i „wkład w zachowanie polskiego dziedzictwa narodowego”.

### Kariera medialna
Zagrała epizodyczne role w produkcjach telewizyjnych i filmowych, tj. w Lokatorzy (2002), Los Chłopacos (2003) i Czego się boją faceci, czyli seks w mniejszym mieście (2003). W latach 2002–2014 zagrała pielęgniarkę Magdę w kilkudziesięciu odcinkach serialu Na dobre i na złe. W 2014 prowadziła program Atlas świata w TVN24 Biznes i Świat. Przed 2015 zaczęła pojawiać się w mediach udzielając wypowiedzi na tematy związane z kierunkiem jej kariery naukowej.
We wrześniu 2016 została publicystką konserwatywnego tygodnika „Do Rzeczy”. Prowadziła audycję w Polskim Radiu 24 Utracone, odzyskane o zaginionych dziełach sztuki (2017) oraz W samo południe w radiowej Jedynce (2019–2023). Prowadziła także audycje w regionalnych rozgłośniach Polskiego Radia: Zagrabione, Suma tygodnia i Łoża prasowa w Radiu Opole, Mistrz i Magdalena oraz Express Warszawa – Koszalin w Radiu Koszalin, debatę polityczną w Radiu Łódź, Rozmowę dnia w Radiu PiK i Rozmowy pod krawatem w Polskim Radiu Szczecin.
Od 3 listopada 2016 do 19 grudnia 2023 współprowadziła program W tyle wizji w TVP Info. W lutym 2017 zaczęła prowadzić program Studio Polska w TVP Info na zmianę z Katarzyną Matuszewską, następnie po ustąpieniu Katarzyny Matuszewskiej prowadziła ten program do 7 marca 2020 wspólnie z Jackiem Łęskim. Od września 2017 była także jedną z prowadzących program O co chodzi w TVP Info. Przez krótki okres była gospodynią programu Minęła dwudziesta w TVP Info. Od kwietnia do czerwca 2020 prowadziła Raport Polityczny oraz Pakiet Wyborczy (wybory prezydenckie 2020). Od lipca 2020 ponownie była prowadzącą program Minęła dwudziesta, a od sierpnia 2020 do grudnia 2021 współprowadziła z Jarosławem Jakimowiczem audycję W kontrze. W maju 2022 została prowadzącą codziennego autorskiego programu publicystycznego Plan dnia. W czerwcu 2023 prowadziła specjalne wydania Wiadomości podczas 60. KFPP w Opolu. Od czerwca do sierpnia 2023 była jedną z prowadzących program Arena poglądów, nadawanego w TVP1. Współprowadziła także program Minęła 8.
We wrześniu 2024 została prezenterką telewizji wPolsce24, w której prowadzi autorskie programy publicystyczne Salon polityczny Magdaleny Ogórek, Teorię spiskową? i Na linii ognia oraz współprowadzi programy Polityka na deser, Kontra i Minęła 20.15 a wcześniej także współprowadziła Poranek i Debatę po Wiadomościach. Przed wyborami prezydenckimi w 2025 została współprowadzącą program Polska wybiera.

## Kontrowersje
W lipcu 2017 opublikowała wpisy w serwisie Twitter odnoszące się do Marka Borowskiego, które zostały odebrane jako antysemickie. Rada Etyki Mediów wydała oświadczenie, w którym stwierdziła, że Magdalena Ogórek w swoich wpisach złamała zasadę szacunku i tolerancji, wytykając w utrzymanym w antysemickiej retoryce wpisie na forum społecznościowym rzekomą zmianę nazwiska na polsko brzmiące. Ówczesny prezes TVP Jacek Kurski zwrócił się do Ogórek z prośbą o wyjaśnienia w sprawie jej wpisów, jednak biuro prasowe TVP nie poinformowało, czy wobec publicystki zostały wyciągnięte jakiekolwiek konsekwencje. W marcu 2018 jeden z wpisów znalazł się na wystawie „Obcy w domu” w warszawskim Muzeum Historii Żydów Polskich „Polin”, w której zestawiono przykłady antysemityzmu z czasów Marca 1968 oraz współczesnego jako przykład współczesnego języka nienawiści. Wówczas Magdalena Ogórek zapowiedziała pozew o ochronę dóbr osobistych przeciwko Dariuszowi Stoli, dyrektorowi Muzeum „Polin”. Sąd Rejonowy w Warszawie po rozpatrzeniu prywatnego pozwu Ogórek przeciwko Stoli umorzył postępowanie. Dziennikarka odwołała się od decyzji. W lutym 2019 Sąd Okręgowy w Warszawie utrzymał w mocy wyrok sądu pierwszej instancji i oddalił pozew. 
W lutym 2019 w jednym z odcinków W tyle wizji komentując sprawę Elżbiety Podleśnej, wraz ze współprowadzącym Rafałem Ziemkiewiczem miała podważać jej kompetencje i bezstronność jako psychoterapeutki. Sprawa z wniosku Podleśnej o zniesławienie trafiła w 2019 do sądu pierwszej instancji, ale została umorzona. We wrześniu 2021 Sąd Rejonowy dla Warszawy-Śródmieścia rozpatrzył skargę Podleśnej na to umorzenie i nakazał sądowi rejonowemu ponownie zająć się sprawą. W grudniu 2022 dziennikarze zostali skazani przez Sąd Rejonowy na grzywny w wysokości 10 tysięcy złotych dla każdego. Po wyroku oskarżeni odwołali się od niego. W maju 2023 sąd drugiej instancji uprawomocnił pierwszy w sprawie wyrok. W sierpniu tego samego roku minister sprawiedliwości oraz prokurator generalny Zbigniew Ziobro zdecydował się wnieść do Sądu Najwyższego skargę nadzwyczajną w sprawie wyroku. Sąd Najwyższy odmówił wstrzymania wykonania wyroku. W grudniu 2023 Ogórek i Ziemkiewicz zostali ułaskawieni przez prezydenta Andrzeja Dudę.
We wrześniu 2021 podczas programu W tyle wizji stwierdziła, że pseudonim posłanki Iwony Hartwich brzmi „żywa gotówka”. Ze względu na to, że nie reagowała na polubowne wezwania do przeprosin, Hartwich wniosła pozew do warszawskiego Sądu Rejonowego. W listopadzie 2023 Sąd oddalił powództwo i nakazał zwrócić koszty sądowe poniesione przez Ogórek.

## Życie prywatne
Do listopada 2021 była żoną Piotra Mochnaczewskiego. Mają córkę Magdę (ur. 2005).

## Wyniki wyborcze
| Wybory | Komitet wyborczy | Komitet wyborczy                                                       | Organ                               | Okręg                               | Wynik           |
| ------ | ---------------- | ---------------------------------------------------------------------- | ----------------------------------- | ----------------------------------- | --------------- |
| 2011   |                  | Sojusz Lewicy Demokratycznej                                           | Sejm VII kadencji                   | nr 30                               | 3 751 (1,42%)   |
| 2015   |                  | KW Kandydatki na Prezydenta Rzeczypospolitej Polskiej Magdaleny Ogórek | Prezydent Rzeczypospolitej Polskiej | Prezydent Rzeczypospolitej Polskiej | 353 883 (2,38%) |

## Publikacje
- Polscy templariusze. Mity i rzeczywistość, Warszawa: Interwest, 2005, ISBN 83-89845-10-5 (ISBN nieprawidłowo nadany przez wydawcę). Recenzje: Dariusz Wybranowski, „Przegląd Zachodniopomorski” 21 (2006), z. 1, s. 244–253; Sławomir Majoch, portal historyczny „Szlak templariuszy”; dział: Recenzje.
- Beginki i waldensi na Śląsku i Morawach do końca XIV wieku (praca doktorska), Racibórz: Wydawnictwo i Agencja Informacyjna WAW Grzegorz Wawoczny, 2012, ISBN 978-83-62608-28-7[63]. Recenzje: Paweł Kras, „Roczniki Historyczne” 79 (2013), s. 238–243; Edyta Pluta, „Śląski Kwartalnik Historyczny Sobótka”, t. 69, z. 4 (2014); Jarosław Szymański, „Kwartalnik Historyczny” CXXII (2015/1), s. 171–178[64].
- Magdalena Ogórek: Lista Wächtera – generał SS, który ograbił Kraków. Warszawa: Zona Zero, 2017. ISBN 978-83-948743-2-2.
- Magdalena Ogórek: Kat kłania się i zabija. Fronda, 2021. ISBN 978-83-8079-658-4. Brak numerów stron w książce
- Magdalena Ogórek: Król Olch : Wilm Hosenfeld, oficer, który uratował Władysława Szpilmana : Otto von Wächter, generał SS, który ograbił Kraków. Warszawa, Zona Zero, 2024, ISBN 978-83-68123-08-1